# Shia Rights Watch
Shia Rights Watch (SRW) ‘Observatorio de Derechos Chiitas’ : Es una organización que trabaja para defender la justicia y los derechos humanos de los musulmanes chiitas de todo el mundo. Es el primero de su tipo, una organización no gubernamental sin fines de lucro que basa su investigación y defensa en estudios de casos e informes, experiencia práctica, educación sobre el terreno y cambio de políticas, con sede en Washington D. C. Trabajando con víctimas, organizaciones humanitarias , periodistas y su red de más de 600 miembros activos, SRW publica informes y artículos que ayudan a difundir el conocimiento de las muchas violaciones de los derechos humanos cometidas contra la población chiita en todo el mundo.

## Actividades
Shia Rights Watch tiene como objetivo proteger los derechos de los musulmanes chiitas través de la investigación y la promoción de investigación dirigida a defensa de los derechos humanos y sus deberes. Su red mundial proporciona a SRW los recursos para publicar informes detallados y artículos que arrojan luz sobre las violaciones de derechos humanos cometidas todos los días. La organización pasa por los medios, viejos y nuevos, y toma nota de los informes que se están realizando sobre las violaciones de los derechos humanos a los musulmanes chiitas de todo el mundo. Si un medio de comunicación, periódicos o blogs, por ejemplo, informa sobre los actos violentos y las actividades anti-chiitas desde una perspectiva honesta e imparcial, la organización contacta a los medios y agradece al autor u otra organización la importancia de informar estas violaciones. La organización condena públicamente cualquier informe que justifique la violencia o eventos enteros en sí, tratando de crear conciencia y llevar las violaciones a la atención de la gente.

### Reportes
Cada año, Shia Rights Watch publica informes que documentan violaciones de los derechos humanos cometidas contra los musulmanes chiitas según lo define la Declaración Universal de los Derechos Humanos. En 2012, SRW publicó cinco informes, incluido uno sobre Pakistán, Baréin, Malasia, Arabia Saudita e Indonesia. Estos informes incluyen recomendaciones al gobierno de los Estados Unidos con medidas de acción para que cada país específico avance hacia un gobierno más imparcial y pacífico que no excluya a las minorías, incluidas las minorías religiosas. Periodistas, investigadores, activistas de derechos humanos y miembros del gobierno de los Estados Unidos solicitan a la organización, en gran parte basada en estudios de casos e investigaciones, obtener una copia.

### Artículos
Shia Rights Watch monitorea activamente los abusos contra los derechos humanos al monitorear las fuentes de noticias, hablar con víctimas y testigos, conectarse con sus más de 600 miembros activos en todo el mundo y analizar informes publicados por otras organizaciones sin fines de lucro y Organización no gubernamental. Usando esta información, SRW escribe artículos sobre estas violaciones de los derechos humanos que luego son publicados por varias agencias de noticias, incluyendo Global Security News, Jafria News, Rassd News Network (RNN), Islam Times, The News Tribe, AhlulBayt News Agency, y otros.

### Convenciones
Shia Rights Watch es un miembro activo de las comunidades humanitaria y musulmana chiita. Participa regularmente en conferencias organizadas por organizaciones como el Centro Woodrow Wilson, el Centro de Información Islámica y la Asociación Universal Musulmana de América. Los miembros principales a menudo son entrevistados, informados y citados por cuestiones clave en Medio Oriente que involucran violencia sectaria y asuntos humanitarios.

### AntiChiísmo
En un esfuerzo por difundir la conciencia sobre la discriminación y la persecución que enfrentan los musulmanes chiitas en todo el mundo, SRW acuñó el término antichiísmo. Este término se refiere a "prejuicios y odio hacia la rama chiitas del Islam o hacia los musulmanes chiítas" según lo define Merriam-Webster. Desde la presentación de este término a una serie de diccionarios populares, el término fue ampliamente utilizado por los estudiosos y los medios de comunicación. Incluso en los diccionarios de términos comunes, el anti-chiismo está apareciendo en el diálogo en la red.

## Organización
Shia Rights Watch es una organización 501 (c) sin fines de lucro. Es financiado por donantes privados y no recibe asistencia del gobierno.